# Norbert Mueller
Norbert Edward „Stuffy“ Mueller (14. února 1906 Waterloo, Ontario – 6. července 1956 Toronto, Ontario) byl kanadský hokejový brankář.
V roce 1928 byl členem Kanadského hokejové týmu, který získal zlatou medaili na zimních olympijských hrách.